# Ławr (Berezowski)
Ławr, imię świeckie Orest Wiktorowycz Berezowski (ur. 28 stycznia 1986 w Korytnem) – biskup Ukraińskiego Kościoła Prawosławnego Patriarchatu Moskiewskiego.

## Życiorys
Został ochrzczony w dzieciństwie. W 2003 r. ukończył szkołę średnią w rodzinnej miejscowości. W latach 2004–2009 studiował w seminarium duchownym w Moskwie. Naukę kontynuował w Kijowskiej Akademii Duchownej, którą ukończył w 2013 r. uzyskaniem tytułu kandydata nauk teologicznych na podstawie pracy „Rezydencja metropolitów bukowińskich w XIX–XX wieku. Historia i architektura.”.
W latach 2013–2015 pełnił różne posługi w eparchii czerniowiecko-bukowińskiej. W grudniu 2015 r. wstąpił do ławry Peczerskiej. 24 marca 2016 r. złożył przed metropolitą kijowskim i całej Ukrainy Onufrym wieczyste śluby mnisze z imieniem Ławr, ku czci św. męczennika Ławra z Ilirii. 3 kwietnia tego samego roku został wyświęcony na hierodiakona, a 12 marca 2017 r. – na hieromnicha. Od 11 lipca 2017 r. był kapelanem cerkwi św. Mikołaja przy rezydencji metropolity kijowskiego w ławrze Peczerskiej. 24 marca 2019 r. otrzymał godność archimandryty.
Postanowieniem Świętego Synodu Ukraińskiego Kościoła Prawosławnego Patriarchatu Moskiewskiego, został 18 marca 2020 r. wybrany na biskupa irpińskiego, wikariusza eparchii kijowskiej. Jego chirotonia biskupia odbyła się 3 dni później w domowej cerkwi Świętej Trójcy w monasterze św. Pantelejmona w Kijowie, pod przewodnictwem metropolity kijowskiego i całej Ukrainy Onufrego.